# Майбурово
Майбурово — деревня в Верхнекамском районе Кировской области России. Входит в состав Кайского сельского поселения. Код ОКАТО — 33207820011.

## География
Деревня находится на северо-востоке Кировской области, в северо-восточной части Верхнекамского района, к западу от реки Кама.
Расстояние до районного центра (города Кирс) — 76 км.

## Население
По данным Второй Ревизии (1748 год) в деревне насчитывалось 12 душ мужского пола (государственные черносошные крестьяне).
По данным Всероссийской переписи, в 2010 году численность населения деревни составляла 2 человек (1 мужчина и 1 женщина).